# Eulithis propulsata
Eulithis propulsata är en fjärilsart som beskrevs av Walker 1862. Eulithis propulsata ingår i släktet Eulithis och familjen mätare. Inga underarter finns listade i Catalogue of Life.